# Symphonie no 4 de Roussel
Pour les articles homonymes, voir Symphonie no 4.
La Symphonie en la majeur opus 53, quatrième et dernière symphonie d'Albert Roussel, date de 1934.
Elle a été écrite quatre ans après sa troisième symphonie.
La création en a été faite aux Concerts Pasdeloup à Paris le 19 octobre 1934 sous la direction d'Albert Wolff, qui est son dédicataire.

## Mouvements
Elle se compose de quatre mouvements :
1. Lento -  Allegro con brio, en la majeur
2. Lento molto, page inspirée avec un premier thème grave
3. Allegro scherzando, rythme de marche, d'une gaité forte et fantasque
4. Allegro molto, rondo, avec refrain exposé par le hautbois

- Durée d'exécution : vingt cinq minutes

## Orchestration
| Instrumentation de la quatrième symphonie                                                                        |
| Cordes |
| premiers violons, seconds violons, altos, violoncelles, contrebasses, 1 harpe                                    |
| Bois |
| 1 piccolo, 2 flûtes, 2 hautbois, 1 cor anglais 2 clarinettes en la 1 clarinette basse, 2 bassons, 1 contrebasson |
| Cuivres |
| 4 cors en fa, 4 trompettes en ut, 3 trombones, 1 tuba                                                            |
| Percussions |
| timbales, cymbales, grosse caisse, triangle, tambour                                                             |